# Ізраїльсько-палестинський конфлікт
Ізра́їльсько-палести́нський конфлі́кт — збройний конфлікт, що триває досі між державою Ізраїль і палестинцями-арабами.
Він є частиною більш широкого арабо-ізраїльського конфлікту. Це суперечка поміж двома групами людей, які мають претензії на суверенітет над однією територією — колишнього британського мандата у Палестині. Було вже немало спроб створити дві держави: Ізраїль, та поруч з ним, на суперечливій території, — незалежну палестинську державу. Ізраїль розглядає території за Зеленою лінією як автономію.
Для переважної більшості палестинців та для багатьох ізраїльтян у опитуваннях, рішення про створення двох держав є одним з найкращих способів покласти край цьому конфлікту. Більшість палестинців бачить у Західному березі річки Йордан та у секторі Газа складові елементи території своєї майбутньої держави, таке бачення приймається також певною кількістю ізраїльтян. Частина вчених виступають за рішення про створення єдиної держави, в результаті чого весь Ізраїль, включно з сектором Газа та Західним берегом стане бінаціональною державою з рівними правами для всіх. Однак, є значні сфери розбіжностей щодо форми будь-якої остаточної угоди, а також щодо рівня довіри: кожна сторона бачить в іншій загрозу власній безпеці.

## Події за часом

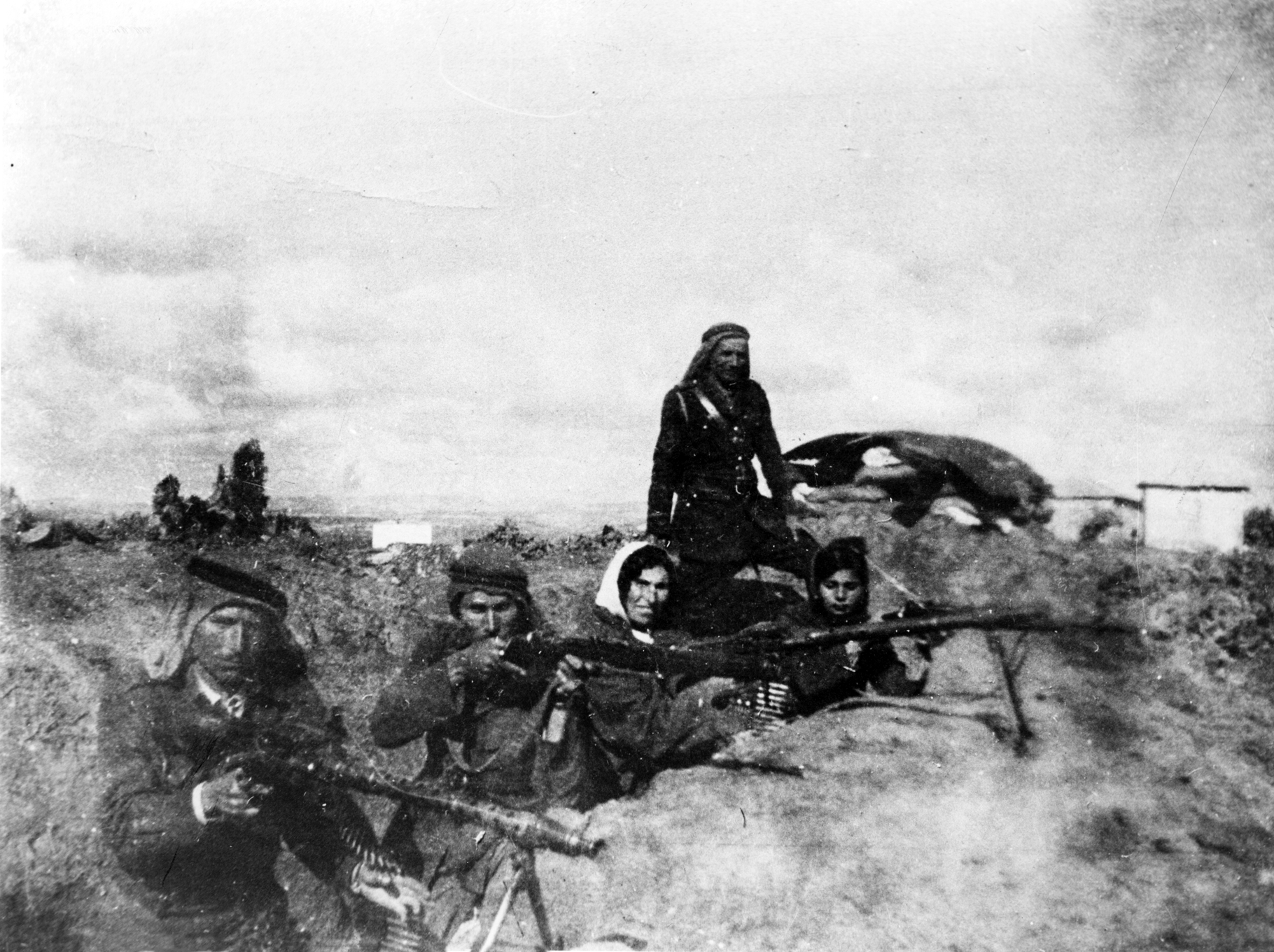
Арабське повстання 1936—1939 років у Палестині, мотивоване протидією масовій єврейській імміграції, дозволеній Британським мандатом

- 1920 — початок міжобщинних конфліктів у підмандатній Палестині[en]
- 1947 — Громадянська війна 1947–1948 років у підмандатній Палестині[en]
- 1948 — Арабо-ізраїльська війна 1948—1949 років.
- 1967 — в ході Шестиденної війни Ізраїль зайняв історичні Юдею, Самарію (Західний берег річки Йордан) та сектор Газа, населені в основному арабами.
- 1972–1982 — міжнародний терор палестинських радикальних організацій, палестинські терористи зробили у всьому світі хвилю атак на ізраїльтян. Жахливим став теракт на Літній Олімпіаді 1972 року в Мюнхені[10], внаслідок якого всі заручники були вбиті.
- 1979 — Кемп-Девідські угоди.
- 1987–1991 — Перша палестинська інтифада проти ізраїльського населення і управління на території Західного Берега річки Йордан та Сектора Гази[11].
- 1993, 1995 — Угоди в Осло.
- 1994 — створення Палестинської автономії.
- 2000 — початок Інтифади Аль-Акси.
- 2005 — односторонній вихід із сектора Газа.
- 2008–2009 — Операція «Литий свинець» в секторі Газа.
- 2021 — Ізраїльсько-палестинська криза
- 2023 — Вторгнення ХАМАСу в Ізраїль.